# الأرباح قبل الفوائد والضرائب
في مجال المحاسبة والتمويل، تمثل الأرباح قبل الفوائد والضرائب (EBIT) مقياسًا لأرباح الشركة التي تشمل جميع الإيرادات والمصروفات (التشغيلية وغير التشغيلية) باستثناء مصاريف الفوائد ومصاريف ضريبة الدخل.
يتم اعتبار الإيرادات التشغيل والأرباح التشغيلية كمرادف لمصطلح الأرباح قبل الفوائد والضرائب عندما لا يتواجد لدى الشركة أي إيرادات تشغيلية أو نفقات غير تشغيلية.

## الصيغة
الأرباح قبل الفوائد والضرائب (EBIT)= صافي الدخل+ الفوائد+ الضرائب
كما يمكن التعبير عنها بالمعادلة التالية:

الأرباح قبل الفوائد والضرائب= الأرباح قبل الفائدة والضرائب والاستهلاك والإطفاء- مصاريف الاستهلاك والإطفاء.
إيرادات التشغيل= عوائد التشغيل- مصاريف التشغيل= الأرباح قبل الفوائد والضرائب-الأرباح غير التشغيلية+ المصاريف غير التشغيلية.

## نظرة عامة
إذا أراد المستثمر المحترف تغيير هيكل رأس مال شركة ما (من خلال الاستحواذ المدعوم بالقروض على سبيل المثال)، يقوم أولا بتقدير الأرباح الأساسية للشركة (من خلال دراسته لقيم الأرباح قبل الفوائد، الضرائب، الاستهلاك والإطفاء) ثم يقوم بتحديد الاستخدام الأمثل للدين مقابل حقوق الملكية.
لحساب العائد قبل خصم الفائدة والضرائب، يتم خصم المصاريف (مثل تكلفة السلع المباعة، البيع والنفقات الإدارية) من الإيرادات، ثم طرح الفائدة والضرائب للحصول على صافي الدخل.
| العائد                            |         |
| إيرادات المبيعات                  | $20,438 |
| تكلفة البضاعة المباعة             | $7,943  |
| إجمالي الربح                      | $12,495 |
| نفقات التشغيل                     |         |
| بيع، المصروفات العمومية والإدارية | $8,172  |
| الإهلاك واستهلاك الدين            | $960    |
| مصاريف أخرى                       | $138    |
| إجمالي تكاليف التشغيل             | $9,270  |
| ربح التشغيل                       | $3,225  |
| دخل غير تشغيلي                    | $130    |
| الأرباح قبل الفوائد والضرائب      | $3,355  |
| الدخل المالي                      | $45     |
| الدخل قبل خصم الفائدة             | $3,400  |
| النفقات المالية                   | $190    |
| الأرباح قبل الضرائب               | $3,210  |
| ضريبة الدخل                       | $1,027  |
| صافي الدخل                        | $2,183  |

## الأرباح قبل الضرائب
الأرباح قبل الضرائب (EBT) هي الأموال التي تحتفظ بها الشركة قبل خصم الأموال التي تدفع مقابل الضرائب، وبالتالي يمكن حسابها عن طريق طرح الفائدة من قيمة الأرباح قبل الفوائد والضرائب.

## وصلات خارجية
- الأرباح قبل الفوائد والضرائب